# Echinops pappii
Echinops pappii là một loài thực vật có hoa trong họ Cúc. Loài này được Chiov. mô tả khoa học đầu tiên năm 1911.